# Université Toulouse-Jean-Jaurès
Université Toulouse-Jean-Jaurès tidigare känt som Université de Toulouse-Le Mirail, även känt som Toulouse II, är ett franskt offentligt universitet i Toulouse, Frankrike. 
Den är specialiserad på litteratur, konst, humaniora och samhällsvetenskap.
Campuset, som ligger i Toulouse's stora arkitektoniska projekt från 1960-talet, Mirail, ritades och byggdes av arkitektteamet Candilis-Josic-Woods.

## Berömda alumner
- Bernard Antony, journalist, essäist och politiker
- Coralie Balmy, fransk simmare
- Jean Castex, fransk konservativ politiker
- Jean-Luc Nancy, fransk filosof
- Bernard Stiegler, fransk filosof